# Barlow (North Yorkshire)
Barlow is een civil parish in het bestuurlijke gebied Selby, in het Engelse graafschap North Yorkshire.